# Dichrooscytus dentatus
Dichrooscytus dentatus är en insektsart som beskrevs av Kelton 1972. Dichrooscytus dentatus ingår i släktet Dichrooscytus och familjen ängsskinnbaggar. Inga underarter finns listade i Catalogue of Life.